# Stray Kids
Stray Kids (кор. 스트레이 키즈, Seuteurei Kijeu; стилізується як SKZ) — південнокорейський бой-бенд, сформований у 2018 році компанією JYP Entertainment через однойменне реаліті-шоу. Колектив складається з восьми учасників: Бан Чан, Лі Но, Чанбін, Хьонджін, Хан, Фелікс, Синмін та Ай'Ен. 8 січня 2018 року вони випустили предебютний мініальбом Mixtape. Офіційний дебют гурту відбувся 25 березня 2018 року з мініальбомом I Am Not.
Музичний стиль гурту є сумішшю кей-попу, хіп-хопу та електронної музики. У мас-медіа вони отримали прізвисько «самопродюсованого айдол-гурту», оскільки значну роль у створенні текстів відіграє продюсерський юніт 3Racha із власне учасників Stray Kids. Музику гурту нерідко характеризують як «галасливу» (англ. «noise music»).

## Назва
Назва гурту «Stray Kids» була придумана не компанією JYP Entertainment, а самими учасниками гурту. Спочатку в неї було вкладено ідею «загубленої дитини, яка хоче втілити свої мрії», але пізніше концепцію було розвинуто «спільного пошуку незвичайного шляху».

## Кар'єра

### 2017: реаліті-шоуStray Kids
4 серпня 2017 року стало відомо, що JYP Entertainment планує запустити нове реаліті-шоу, в результаті якого буде сформовано новий чоловічий гурт. 21 вересня було оприлюднено назву проєкту — Stray Kids. Це було перше подібне шоу, відколи у 2015 році завдяки реаліті-шоу Sixteen цією ж компанією було створено жіночий поп-гурт Twice. Проте концепція Stray Kids була цілковито відмінною, і передбачала формат «трейні проти JYP». Телешоу з 10 епізодів транслювалося на телеканалі Mnet з 17 жовтня по 19 грудня, його учасниками стало 9 трейні JYP: Бан Чан, Кім Уджін, Лі Мінхо, Со Чанбін, Хван Хьонджін, Хан Джісон, Лі Фелікс, Кім Синмін та Ян Чонін, частина яких мала увійти до гурту, що дебютуватиме у 2018 році.
6 жовтня, ще до запуску телешоу, вийшло музичне відео на пісню «Hellevator», де знялися учасники проєкту. Сама пісня була створена командою 3Racha.
У ході реаліті-шоу, оцінюючи таланти та уміння трейні, журі у четвертому епізоді виключило з проєкту Лі Мінхо, а у восьмому — Фелікса. Проте, завдяки особистій позиції продюсера проєкту Пак Джийона їм було надано можливість виступити ще раз — у десятому епізоді Stray Kids. Під час цього епізоду, завдяки голосуванню глядачів та остаточному рішенню Пак Джийона, Мінхо та Фелікса було включено до новоствореного гурту Stray Kids, який таким чином налічував дев'ять учасників.

### 2018: дебют, мініальбомиMixtape, I Am Not, I Am Who і I Am You

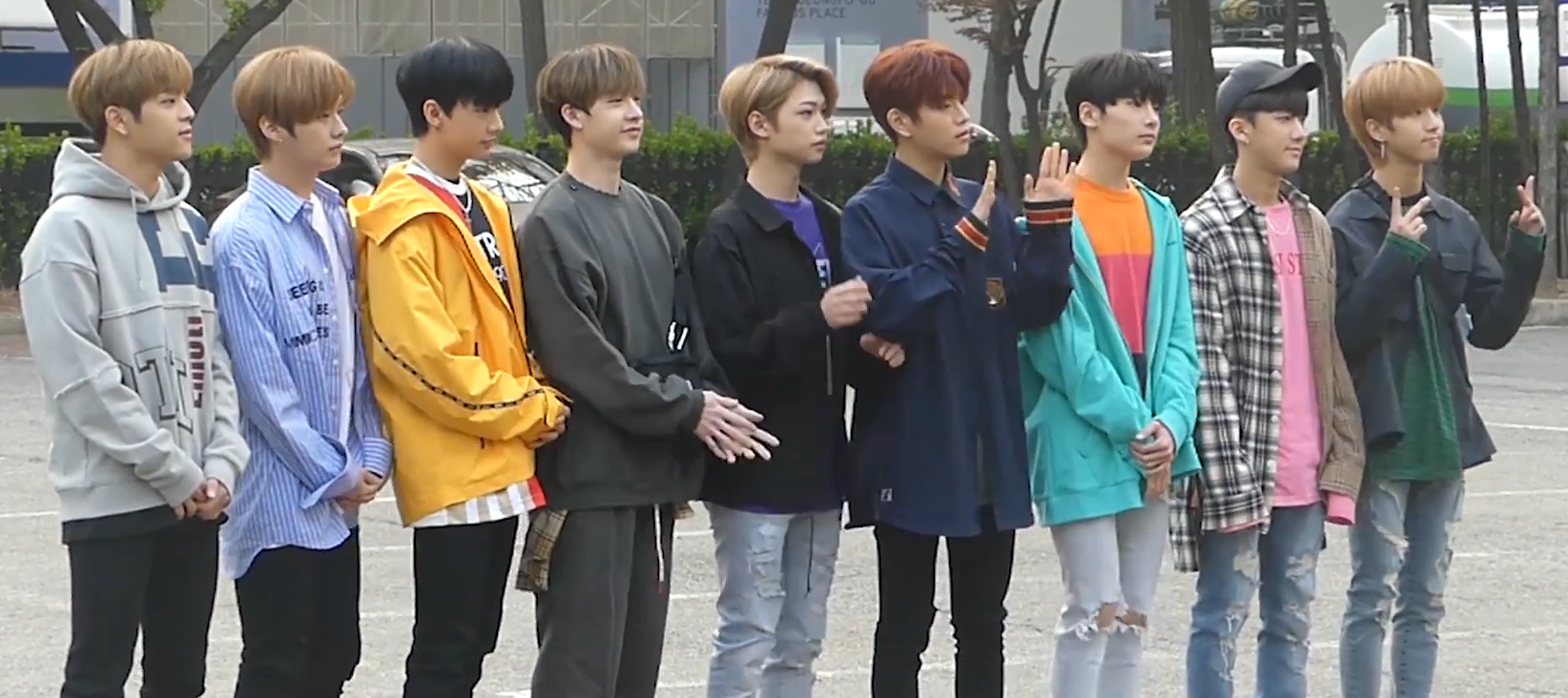
Stray Kids на шляху до репетиції телешоу Music Bank, квітень 2018 року

8 січня, ще до дебюту вийшов мініальбом Mixtape, до якого увійшла композиція «Hellevator» та ще шість композицій; всі вони були створені за участю самих учасників. Цього ж дня вийшла танцювальна версія відеокліпу «Grrr», а тижнем пізніше — танцювальна версія «Young Wings». Mixtape дебютував на 2 місці в Gaon Album Chart і на тій же позиції в Billboard World Albums Chart.
5 березня був анонсований дебютний шоукейс Stray Kids Unveil: Op. 01: I Am Not, який відбувся на Jang Chung Arena в Сеулі 25 березня. На наступний день відбувся реліз дебютного мініальбому I Am Not. У той же день відбувся вихід відеокліпу «District 9». За перші 24 години перегляди склали 4 274 649, що побило раніше встановлений Wanna One рекорд. 30 березня вийшов відеокліп «Grow Up».

1 серпня було оголошено офіційну назву фандому — Stay («Стей»). 6 серпня Stray Kids повернулися з другим мініальбомом I Am Who. 22 жовтня гурт повернувся з третім мініальбомом I Am You.

### 2019: Unveil World Tour,Clé 1: Miroh, Clé 2: Yellow WoodтаClé: Levanter
5 березня 2019 року JYP оголосили про третє повернення гурту 25 березня 2019 року з випуском свого четвертого мініальбому Clé 1: Miroh в ознаменування першої річниці дебюту Stray Kids. Гурт здобув свою першу перемогу в музичному шоу 4 квітня на M Countdown.
20 березня 2019 року вийшло реаліті-шоу Finding SKZ (укр. «У пошуках Stray Kids»). 19 червня гурт випустив свій перший спеціальний мініальбом Clé 2: Yellow Wood із заголовною композицією «Side Effects (부작용)» між американською і європейською частинами їх першого світового туру.
Stray Kids випустили цифровий сингл «Double Knot» 9 жовтня, також було оголошено про Світовий тур «District 9 Unlock World Tour», який мав стартувати з 23-24 листопада в Олімпійському залі, Сеул, Південна Корея, з їх мініальбомом Clé: Levanter, що вийшов 25 листопада. Але 28 жовтня 2019 року JYP Entertainment заявили, що Кім Уджін покинув гурт у зв'язку з особистими причинами, через що дата релізу альбому була перенесена на 9 грудня. 13 листопада Stray Kids випустили музичне відео до синглу «Astronaut», їх перший сингл без Уджіна в складі групи із восьми учасників.
26 грудня гурт випустив цифровий сингл «Mixtape: Gone Days», який став першим синглом Mixtape Project.

### 2020: японський дебют, перший повноформатний альбомGo Live, репакIn Lifeта перший японський релізAll In
24 січня гурт випустив сингл-альбом Step Out of Clé, до якого увійшли англійські версії «Double Knot» та «Levanter».
18 березня відбувся офіційний японський дебют гурту з альбомом-компіляцією SKZ2020, який вийшов також і в Південній Кореї. До нього було включено японські версії «My Pace», «Double Knot» та «Levanter (風)».
25 березня гурт випустив другий цифровий сингл Mixtape Project з назвою «Mixtape: On Track (바보라도 알아)».
3 червня вийшов перший японський сингл-альбом Top. Однойменна пісня стала саундтреком до аніме «Вежа бога» (Kami no Tō). Її корейська версія вийшла 13 травня, а англійська — 20.
17 червня Stray Kids випустили свій перший повноформатний альбом Go Live (GO生) з заголовною композицією «God's Menu» (神메뉴). До альбому було включено корейські версії «Top» та «Slump», а також раніше випущені сингли «Gone Days» та «On Track». 14 вересня вийшов репак цього альбому під назвою In Life (IN生). Одну з композицій цього альбому — «Back Door» — журнал Time включив до десятки найкращих поп-пісень 2020 року, а сам альбом — до переліку найкращих K-pop альбомів року. Під час промоцій гурт здобув дві нагороди на корейських музичних шоу: Show Champion телеканалу MBC та M Countdown телеканалу Mnet.
4 листопада гурт випусти перший японський мініальбом All In з однойменним заголовним синглом. Також до мініальбому увійшли японські версії «God's Menu» (神メニュー) та «Back Door», а ще — їхній перший японський сингл «Top». 26 листопада як цифровий сингл вийшла корейська версія композиції «All In».
6 грудня під час церемонії нагородження Mnet Asian Music Awards було анонсовано, що Stray Kids стануть учасниками реаліті-шоу Kingdom: Legendary War телеканалу Mnet, у якому змагатимуться за перемогу з такими гуртами, як Ateez, The Boyz, BtoB, IKON та SF9.

### 2021:Kingdom, перерва Хьонджіна, другий повноформатний альбомNoeasy
20 лютого 2021 гурт провів свою першу офіційну зустріч з фанатами «#LoveSTAY 'SKZ-X'», яка відбулась в онлайн-режимі через платформу V Live. 18 березня було проведено перший фан-зустріч для японських фанатів «STAYing Home Meeting», присвячений річниці виходу їхнього першого японського альбому.
19 березня Stray Kids випустили пісню «Going Dumb», створену у колаборації зі шведським продюсером Alesso та китайським ді-джеєм Corsak, яка мала увійти до мобільної версії гри PlayerUnknown's Battlegrounds.
Перший епізод Kingdom: Legendary War транслювався в прямому ефірі YouTube 23 лютого. Загалом Stray Kids підготували та показали 9 виступів (серед яких були виступи з учасниками інших груп). 28 травня відбувся реліз нової пісні «WOLFGANG» в рамках шоу. 3 червня пройшов фінальний епізод Kingdom: Legendary War, в якому Stray Kids посіли перше місце та здобули головний приз «тиждень Kingdom», який охоплює спеціальне шоу та власне реаліті-шоу на Mnet.
26 червня Stray Kids випустили третій цифровий сингл в рамках проєкту Mixtape Project з назвою «Mixtape: Oh (애)». Пісня дебютувала на вершині Billboard World Digital Song Sales. Також було анонсовано, що Хьонджін після перерви, що тривала з кінця лютого, пов'язаної з медійним скандалом, повернеться до активної діяльності гурту.
23 серпня Stray Kids випустили свій другий повноформатний альбом Noeasy і також опублікували музичне відео до заголовної композиції «Thunderous», який дебютував на першому місці у чарті альбомів Gaon. Вони почали просування альбому із шоукейсом, який транслювався у той же день на каналі Mnet в рамках шоу Kingdom Week: NO+. Stray Kids вперше представили публіці виступ із заголовною композицією «소리꾼 (Thunderous)» та «The View». Станом на серпень 2021 року, альбом був проданий у кількості понад 1,1 мільйона примірників, що робить Stray Kids першим гуртом JYP Entertainment, який продав більше мільйона копій альбому. Під час промоцій гурт здобув шість нагород на корейських музичних шоу: Show Champion телеканалу MBC (двічі), M Countdown телеканалу Mnet (двічі), Music Bank телеканалу KBS2, Inkigayo телеканалу SBS.
13 жовтня гурт випустив свій другий японський сингл Scars / Thunderous (Japanese version). Під час промоцій Stray Kids з'явилися на низці японських шоу, де вони виступили з новими композиціями: 沼にハマってきいてみた」(лат. Numa ni hamatte kīte mita) телеканалу NHK E; MUSIC BLOOD (також виконали кавер на композицію «Again&Again» гурту 2PM); з'явилися в спеціальному випуску Music Station, присвячений 35-ій річниці; Love Music телеканалу Fuji TV; Premium MelodiX телеканалу TV Tokyo. 30 жовтня Stray Kids з'явилися на ще одному японському шоу Buzz Rhythm 02 телеканалу NTV.
29 листопада вийшов Holiday Special Single («спеціальний святковий сингл»), з різдвяною тематикою, під назвою Christmas EveL, сингл має дві заголовні композиції: «Christmas EveL» та «Winter Falls».
В кінці року гурт випустив збірку SKZ2021 до якої увійшли перезаписані версії пісень з попередніх мініальбомів та корейська версія композиції «Scars». 23 грудня відбувся реліз на цифрових платформах.

### 2022: контракт ізRepublic Records, мініальбомиOddinaryтаMaxident
10 лютого 2022 року стало відомо, що Stray Kids уклали контракт із Republic Records для просування в Сполучених Штатах у рамках стратегічного партнерства JYP Entertainment з лейблом. 12–13 лютого пройшов другий фанмітинг #LoveStay «Шоколадна фабрика SKZ» в Олімпійському залі. 13 лютого відбулася трансляція другої зустрічі з фанатами на платформі Beyond Live. Також, 13 лютого був опублікований таємничий відеотрейлер під назвою «ODDINARY» з інформацією про дату попереднього замовлення 14 лютого та датою запланованого релізу 18 березня.
18 березня відбувся реліз мініальбому Oddinary, головним треком якого став «Maniac». Мініальбом опинився на вершинах чартів Кореї, Фінляндії, Польщі та США. Також це був перший реліз гурту, який опинився у чарті Billboard 200. Таким чином Stray Kids стали третім кей-поп гуртом після BTS та SuperM, який потрапив до нього. Також протягом березня було продано 1,5 млн фізичних копій Oddinary, що перетворило його на найпродаваніший реліз гурту. На підтримку мініальбому 5 березня гурт розпочав свій другий світовий тур «Maniac» з концертами у Кореї, Японії та США.
22 червня вийшов японський мініальбом Circus, а перед тим відбулися релізи японської версія треку «Maniac», нової пісні «Your Eyes» та заголовного треку. Мініальбом дебютував на другій позиці чарту альбомів Oricon і на першій — у Billboard Japan Hot Albums.
1 серпня гурт випустив сингл «Mixtape: Time Out», присвячений черговій річниці оголошення назви їхнього фандому.
7 жовтня відбувся реліз сьомого мініальбому гурту Maxident із заголовним треком «Case 143». Мініальбом очолив домашні чарти у Південній Кореї, Польщі та США. було продано більше 3 млн фізичних копій альбому.
21 грудня вийшов альбом-компіляція SKZ-Replay, що містив як і треки, з якими громадськійсть уже була ознайомлена, так і нові. Цей реліз потрапив у рейтинги «Найкращий дебютний альбом у США» та «Дебютний альбом США» Spotify та перше місце в рейтингу Top Album Debut Global. Також релі очолив чарт альбомів iTunes у 32 країнах, включаючи США, Австралію та Канаду. Міжнародна федерація фонографічної індустрії (IFPI) поставила Stray Kids на сьоме місце серед найбільш продаваних виконавців 2022 року. Maxident і Oddinary стали шостим і чотирнадцятим найбільш продаваними альбомами 2022 року.

### 2023:The Sound,5-Star,Social Path / Super BowlіRock-Star
22 лютого 2023 року вийшов дебютний японськомовний студійний альбом Stray Kids під назвою The Sound. Перед цим гурт випустив японську версію пісні «Case 143». Альбом посів перше місце в чарті альбомів Oricon з тиражем 378 000 копій і отримав подвійний платиновий статус Асоціації звукозаписної індустрії Японії (RIAJ). Гурт випустив свій третій студійний альбом 5-Star 2 червня 2023 року з головним синглом «S-Class» (кор. 특특). До альбому також увійшла пісня «Topline», написана у колаборації з репером Tiger JK. У пісні лірично розглядаються теми унікальності, впевненості та прагнень. Альбом посів перше місце в різних регіонах, включаючи Південну Корею і Францію. У Сполучених Штатах альбом став третім поспіль альбомом гурту, що займав першу сходинку у чарті Billboard 200 Albums. Станом на червень 2023 було продано понад 5 мільйонів копій. Альбом булор сертифіковано KMCA. Кліп на «S-Class» переміг у номінації «Найкраще K-Pop відео» на MTV Video Music Awards 2023.
Stray Kids провели свою третю фан-зустріч «Pilot: For 5-Star у KSPO Dome» 1–2 липня, після чого вирушили у концертний тур «5-Star Dome Tour». Концерти в рамках туру пройшли у Південній Кореї та Японії з серпня по жовтень. Гурт також виступив хедлайнером музичного фестивалю Lollapalooza в Парижі 21 липня, і мав з'явитися на фестивалі Global Citizen Festival 2023 у Нью-Йорку 23 вересня, але через незначну автокатастрофу за участю трьох учасників гурту, на фестивалі виступили тільки 3Racha виконується. Перший японськомовний мініальбом групи Social Path/Super Bowl (Japanese Ver.) вийшов 6 вересня. Йому передували подвійні головні сингли «Social Path» за участю японської співачки та авторки пісень LiSA та японська версія «Super Bowl». Мініальбом став другим записом номер один і першим мільйонно сертифікованим рекордом в Японії. Stray Kids взяли участь у ремікс-версії пісні Lil Durk «All My Life» у жовтні. 10 листопада вийшов восьмий корейськомовний мініальбом гурту — Rock-Star. Головним синглом став трек «Lalalala» (кор.: хангиль: 락). Мініальбом очолив хіт-паради в Південній Кореї та Сполучених Штатах, а «Lalalala» став першим записом гурту в Billboard Hot 100 під номером 90. Крім того, у 2023 році Stray Kids отримали відзнаку прем'єр-міністра на церемонії нагородження корейської популярної культури та мистецтва і взяли участь у японському новорічному телевізійному шоу 74th NHK Kōhaku Uta Gassen. IFPI назвав Stray Kids третім найпродаванішим виконавцем у 2023 році після Тейлор Свіфт і Seventeen, а також 5-Star другим і Rock-Star дев'ятим альбомом серед найбільш продаваних у світі у 2023 році.

### 2024–донині:Ate
У січні 2024 року Stray Kids виконали «God's Menu», «S-Class» і «Topline» у Парижі на благодійному заході Le Gala des Pièces Jaunes, організованому першою леді Франції Бріжит Макрон. Наступного місяця гурт разом із виконавцями JYP Пак Чінйоном, Itzy та Nmixx співпрацювали з Coca-Cola для створення лімітованої серії «K-Wave» Coke Zero Sugar, супроводжуваної піснею «Like Magic». Вони провели свої фан-зустрічі у «SKZ's Magic School» у Сеулі з 29 по 31 березня та «SKZ Toy World» в Осаці та Сайтамі у квітні. Stray Kids виконали саундтрек для японської дорами Re: Revenge – Yokubo no Hate ni під назвою «Why?», яка вийшла 12 квітня. Гурт відвідав Met Gala 2024 як гості дизайнера Tommy Hilfiger. Вони стали першим K-Pop гуртом, усі учасники якого з'явилися разом на Met Gala, і посіли перше місце в рейтингу «Червона доріжка» в чоловічій категорії, згідно з The Hollywood Reporter.

## Учасники
Гурт поділено на три підкоманди: 3RACHA (Бан Чан, Чанбін, Хан), Vocal Racha (Синмін та Ай'Ен) та Dance Racha (Хьонджін, Фелікс, Лі Но). 3RACHA пишуть музику та тексти до пісень гурту.
| Сценічний псевдонім | Сценічний псевдонім | Сценічний псевдонім | Справжнє ім'я | Справжнє ім'я    | Справжнє ім'я | Дата народження            | Позиція в гурті                                       | Місце народження                 |
| Українською         | Латиницею           | Хангилем            | Українською   | Латиницею        | Хангилем      | Дата народження            | Позиція в гурті                                       | Місце народження                 |
| ------------------- | ------------------- | ------------------- | ------------- | ---------------- | ------------- | -------------------------- | ----------------------------------------------------- | -------------------------------- |
| Бан Чан             | Bang Chan           | 방찬                | Бан Крістофер | Bang Christopher | —             | 3 жовтня 1997 (27 років)   | Лідер, ведучий вокаліст, ведучий танцюрист, саб-репер | Сеул, Південна Корея             |
| Лі Но               | Lee Know            | 리노                | Лі Мінхо      | Lee Minho        | 이민호        | 25 жовтня 1998 (26 років)  | Головний танцюрист, саб-вокаліст, саб-репер           | Кімпхо, Кьонгідо, Південна Корея |
| Чанбін              | Changbin            | 창빈                | Со Чанбін     | Seo Changbin     | 서창빈        | 11 серпня 1999 (25 років)  | Головний репер                                        | Йонгін, Кьонгі, Південна Корея   |
| Хьонджін            | Hyunjin             | 현진                | Хван Хьонджін | Hwang Hyunjin    | 황현진        | 20 березня 2000 (25 років) | Головний танцюрист, ведучий репер, саб-вокаліст       | Сеул, Південна Корея             |
| Хан                 | Han                 | 한                  | Хан Джісон    | Han Jisung       | 한지성        | 14 вересня 2000 (24 роки)  | Головний репер, ведучий вокаліст                      | Інчхон, Південна Корея           |
| Фелікс              | Felix               | 필릭스              | Лі Фелікс     | Lee Felix        | 이필릭스      | 15 вересня 2000 (24 роки)  | Ведучий танцюрист, ведучий репер, саб-вокаліст        | Сідней, Австралія                |
| Синмін              | Seungmin            | 승민                | Кім Синмін    | Kim Seungmin     | 김승민        | 22 вересня 2000 (24 роки)  | Головний вокаліст                                     | Сеул, Південна Корея             |
| Ай'Ен               | I.N                 | 아이엔              | Ян Чонін      | Yang Jeongin     | 양정인        | 8 лютого 2001 (24 роки)    | Ведучий вокаліст, макне                               | Пусан, Південна Корея            |
| Колишні учасники    |                     |                     |               |                  |               |                            |                                                       |                                  |
| Уджін               | Woojin              | 우진                | Кім Уджін     | Kim Woojin       | 김우진        | 8 квітня 1997 (28 років)   | Головний вокаліст                                     | Теджон, Південна Корея           |

### Часова шкала
28 жовтня 2019 Уджін пішов з гурту та розірвав контракт з JYP Entertainment по нерозголошеним особистим причинам. З лютого по липень 2021 Хьонджін брав перерву через звинувачення у булінгу, але поновив діяльність у гурті з серпня.

## Дискографія
| Корейські альбоми - Go Live (GO生) (2020) - Noeasy (2021) - 5-Star (2023) | Японські альбоми - The Sound (2023) |

## Фільмографія

### Реаліті-шоу
| Назва      | К-сть епізодів | Мережа | Примітки |
| ---------- | -------------- | ------ | -------- |
| Stray Kids | 10             | Mnet   |          |

| Назва                | К-сть епізодів | Мережа                  | Примітки                         |
| -------------------- | -------------- | ----------------------- | -------------------------------- |
| The 9th              | 4              | YouTube V Live Naver TV |                                  |
| Intro: I Am Not      | 2              | YouTube V Live Naver TV |                                  |
| SK-Talker            | 7              | YouTube V Live Naver TV |                                  |
| The 9th: Season 2    | 5              | YouTube V Live Naver TV |                                  |
| Intro: I Am Who      | 2              | YouTube V Live Naver TV |                                  |
| Stray Kids Amigo TV  | 3              | YouTube V Live Naver TV |                                  |
| Two Kids Room        | 10             | YouTube V Live Naver TV |                                  |
| SKZ-Talker           | 37             | YouTube V Live Naver TV |                                  |
| SKZ Honey-tips       | 4              | YouTube V Live Naver TV |                                  |
| The 9th: Season 3    | 3              | YouTube V Live Naver TV |                                  |
| Stray Directors      | 2              | SBS TV                  | З'явилися лише Хьонджін та Ай'Ен |
| Intro: I Am You      | 1              | YouTube V Live Naver TV |                                  |
| Two Kids Room Vol. 2 | 10             | YouTube V Live Naver TV |                                  |
| SKZ & SKZ            | 5              | YouTube V Live Naver TV |                                  |

| Назва                      | К-сть епізодів | Мережа                  | Примітки |
| -------------------------- | -------------- | ----------------------- | -------- |
| The 9th: Season 4          | 5              | YouTube V Live Naver TV |          |
| SKZ-Talker Go!             | 11             | YouTube V Live Naver TV |          |
| Intro «Clé 1: Miroh»       | 1              | YouTube V Live Naver TV |          |
| Finding SKZ                | 7              | Mnet                    |          |
| Two Kids Room Vol. 3       | 10             | YouTube V Live Naver TV |          |
| Intro «Clé 2: Yellow Wood» | 1              | YouTube V Live Naver TV |          |
| Two Kids Room Vol. 4       | 10             | YouTube V Live Naver TV |          |
| ChoiSKZ                    | 3              | YouTube V Live Naver TV |          |
| The 9th: Season 5          | 4              | YouTube V Live Naver TV |          |
| Two Kids Room Vol. 5       | 9              | YouTube V Live Naver TV |          |
| Intro «Clé: Levanter»      | 1              | YouTube V Live Naver TV |          |
| One Kids Room              | 9              | YouTube V Live Naver TV |          |

| Назва                   | К-сть епізодів | Мережа                  | Примітки    |
| ----------------------- | -------------- | ----------------------- | ----------- |
| SKZ-Talker Go! Season 2 | 4              | YouTube V Live Naver TV |             |
| Two Kids Room+1         | 8              | YouTube V Live Naver TV |             |
| Intro «Go Live»         | 1              | YouTube V Live Naver TV |             |
| Finding SKZ God Edition | 4              | Mnet                    |             |
| Two Kids Song           | 4              | YouTube V Live Naver TV |             |
| Intro «In Life»         | 2              | YouTube V Live Naver TV |             |
| ♥ Kids Room             | 8              | YouTube V Live Naver TV |             |
| ASMR: 8.01 STAY FM      | 4              | YouTube V Live Naver TV | Шоу Фелікса |
| SKZ Fandom Tour         | 4              | YouTube                 |             |

| 2021                            | 2021           | 2021                    | 2021                                        |
| Назва                           | К-сть епізодів | Мережа                  | Примітки                                    |
| ------------------------------- | -------------- | ----------------------- | ------------------------------------------- |
| SKZ Code                        | 15             | YouTube V Live Naver TV |                                             |
| Kingdom: Legendary War          | 10             | Mnet                    | Хьонджін з'явився тільки у першому епізоді. |
| Mysterious Kitchen              | 3              | YouTube V Live Naver TV | Знімалися Лі Но, Хан та Ай'ен               |
| All-Night SKZ                   | 3              | YouTube V Live Naver TV | Знімалися Бан Чан, Чанбін, Фелікс та Синмін |
| [Kingdom: Legendary War] BEHIND | 6              | YouTube V Live Naver TV |                                             |
| SKZ Camp Song: Howl in Harmony  | 5              | YouTube V Live Naver TV |                                             |
| Kingdom Week <No+>              | 7              | Mnet                    |                                             |
| Intro «Noeasy»                  | 1              | YouTube V Live Naver TV |                                             |
| SKZ-Talker                      | 10             | YouTube V Live Naver TV |                                             |

| 2022                    | 2022           | 2022                    | 2022     |
| Назва                   | К-сть епізодів | Мережа                  | Примітки |
| ----------------------- | -------------- | ----------------------- | -------- |
| SKZ-Talker              | 1              | YouTube V Live Naver TV |          |
| 2 Kids Room             | 28             | YouTube V Live Naver TV |          |
| SKZ-Talker GO! Season 2 | 2              | YouTube V Live Naver TV |          |

### Дорами
| Рік  | Назва                                                             | Мережа        |
| ---- | ----------------------------------------------------------------- | ------------- |
| 2018 | What If You Are A JYP Entertainment's Trainee?                    | Dingo K-Drama |
| 2018 | The Reveal Of Secret Diary Of Stray Kids [The Future Diary_EP.05] | Dingo K-Drama |
| 2019 | Stray Kids Cries At The Mountain Top [The Future Diary_EP.06]     | Dingo K-Drama |

### Короткометражні фільми
| Рік  | Назва   | Роль        | Прим.   |
| ---- | ------- | ----------- | ------- |
| 2023 | SKZflix | Грають себе | [ 149 ] |

## Нагороди та номінації
| Рік                             | Номінація                                | Номінант                 | Результат                | Прим.                    |
| Asia Artist Awards (ААА)        | Asia Artist Awards (ААА)                 | Asia Artist Awards (ААА) | Asia Artist Awards (ААА) | Asia Artist Awards (ААА) |
| ------------------------------- | ---------------------------------------- | ------------------------ | ------------------------ | ------------------------ |
| 2018                            | Popularity Award                         | Stray Kids               | Номінація                |                          |
| 2018                            | Rookie of the Year                       | Stray Kids               | Перемога                 | [ 150 ]                  |
| 2019                            | Groove Award                             | Stray Kids               | Перемога                 |                          |
| 2019                            | Star15 Popularity Award                  | Stray Kids               | Перемога                 |                          |
| 2020                            | Best Music Video Award                   | Stray Kids               | Перемога                 | [ 151 ]                  |
| The Fact Music Awards (ТМА)     |                                          |                          |                          |                          |
| 2018                            | Next Leader Award                        | Stray Kids               | Перемога                 | [ 152 ]                  |
| 2019                            | Year Dance Performer                     | Stray Kids               | Перемога                 | [ 153 ]                  |
| 2020                            | Global Hottest Award                     | Stray Kids               | Перемога                 | [ 154 ]                  |
| 2021                            | Artist of the Year                       | Stray Kids               | Перемога                 | [ 155 ]                  |
| Melon Music Awards (ММА)        |                                          |                          |                          |                          |
| 2018                            | Best New Male Artist                     | Stray Kids               | Номінація                |                          |
| Mnet Asian Music Awards (MAMA)  |                                          |                          |                          |                          |
| 2018                            | Artist of the Year                       | Stray Kids               | Номінація                |                          |
| 2018                            | Best New Male Artist                     | Stray Kids               | Перемога                 | [ 156 ]                  |
| 2018                            | Mwave Global Fan's Choice                | «My Pace»                | Номінація                |                          |
| Korea Popular Music Awards      |                                          |                          |                          |                          |
| 2018                            | Rookie of the Year                       | Stray Kids               | Номінація                |                          |
| V Live Awards                   |                                          |                          |                          |                          |
| 2019                            | Global Rookie Top 5                      | Stray Kids               | Перемога                 | [ 157 ]                  |
| 2019                            | Global Artist Top 12                     | Stray Kids               | Перемога                 | [ 157 ]                  |
| Golden Disc Awards              |                                          |                          |                          |                          |
| 2019 (33-та церемонія)          | Disc Bonsang                             | I am Who                 | Номінація                | [ 158 ]                  |
| 2019 (33-та церемонія)          | Best New Artist                          | Stray Kids               | Перемога                 | [ 159 ]                  |
| 2020 (34-та церемонія)          | Disc Bonsang                             | Clé 1: Miroh             | Номінація                | [ 160 ]                  |
| 2020 (34-та церемонія)          | Popularity Award                         | Stray Kids               | Номінація                | [ 161 ]                  |
| 2021 (35-та церемонія)          | Disc Bonsang                             | In Life                  | Номінація                | [ 162 ]                  |
| 2021 (35-та церемонія)          | Popularity Award                         | Stray Kids               | Номінація                | [ 162 ]                  |
| 2021 (35-та церемонія)          | Performance Award                        | Stray Kids               | Перемога                 | [ 162 ]                  |
| 2024                            | Best Album                               | 5-Star                   | Перемога                 | [ 163 ]                  |
| Seoul Music Awards (SMA)        |                                          |                          |                          |                          |
| 2019 (28-ма церемонія)          | Rookie of the Year                       | Stray Kids               | Перемога                 |                          |
| 2019 (28-ма церемонія)          | Popularity Award                         | Stray Kids               | Номінація                | [ 164 ]                  |
| 2019 (28-ма церемонія)          | Hallyu Special Award                     | Stray Kids               | Номінація                | [ 164 ]                  |
| 2020 (29-та церемонія)          | Main Award                               | Clé 1: Miroh             | Номінація                | [ 165 ]                  |
| 2020 (29-та церемонія)          | Popularity Award                         | Stray Kids               | Номінація                | [ 165 ]                  |
| 2020 (29-та церемонія)          | K-Wave Award                             | Stray Kids               | Номінація                | [ 165 ]                  |
| 2020 (29-та церемонія)          | QQ Music Most Popular K-Pop Artist Award | Stray Kids               | Номінація                | [ 166 ]                  |
| 2021 (30-та церемонія)          | Main Award                               | Go Live (GO生)           | Перемога                 | [ 167 ]                  |
| 2021 (30-та церемонія)          | Popular Award                            | Stray Kids               | Номінація                | [ 167 ]                  |
| 2021 (30-та церемонія)          | K-wave Popular Award                     | Stray Kids               | Номінація                | [ 167 ]                  |
| 2021 (30-та церемонія)          | Legend Rookie Prize                      | Stray Kids               | Номінація                | [ 167 ]                  |
| 2021 (30-та церемонія)          | Whosfandom Award                         | Stray Kids               | Номінація                | [ 167 ]                  |
| Gaon Chart Music Awards         |                                          |                          |                          |                          |
| 2018                            | New Artist of the Year                   | Stray Kids               | Перемога                 | [ 168 ]                  |
| 2019                            | Album of the Year — 1st Quarter          | Clé 1: Miroh             | Номінація                | [ 169 ]                  |
| 2019                            | World Rookie of the Year                 | Stray Kids               | Перемога                 | [ 170 ]                  |
| 2020                            | Album of the Year — 1st Quarter          | Clé: Levanter            | В очікуванні             |                          |
| 2020                            | Mubeat Global Choice Awards              | Stray Kids               | В очікуванні             |                          |
| 2020                            | Hot Performance of the Year              | Stray Kids               | Перемога                 | [ 171 ]                  |
| Genie Music Awards              |                                          |                          |                          |                          |
| 2018                            | Artist of the Year                       | Stray Kids               | Номінація                | [ 172 ]                  |
| 2018                            | Genie Music Award Popularity             | Stray Kids               | Номінація                | [ 172 ]                  |
| 2018                            | Male Rookie Award                        | Stray Kids               | Перемога                 |                          |
| 2020                            | Artist of the Year                       | Stray Kids               | В очікуванні             |                          |
| Soribada Best K-Music Awards    |                                          |                          |                          |                          |
| 2018                            | New Hallyu Rookie Award                  | Stray Kids               | Перемога                 | [ 173 ]                  |
| 2019                            | Rising Hot Star Award                    | Stray Kids               | Перемога                 | [ 174 ]                  |
| 2020                            | Global Hot Trend Award                   | Stray Kids               | Перемога                 | [ 175 ]                  |
| Asia Model Awards               |                                          |                          |                          |                          |
| 2019                            | New Star Award                           | Stray Kids               | Перемога                 | [ 176 ]                  |
| Korean Brand of the Year Awards |                                          |                          |                          |                          |
| 2018                            | Male Rookie Idol of the Year             | Stray Kids               | Номінація                | [ 177 ]                  |
| Soompi Awards                   |                                          |                          |                          |                          |
| 2019                            | Breakout Artist                          | Stray Kids               | Номінація                | [ 178 ]                  |
| 2019                            | Rookie of the Year                       | Stray Kids               | Перемога                 | [ 179 ]                  |
| MTV Europe Music Awards         |                                          |                          |                          |                          |
| 2020                            | Best Korean Act                          | Stray Kids               | Перемога                 | [ 180 ]                  |
| BreakTudo Awards                |                                          |                          |                          |                          |
| 2021                            | K-Pop Male Group                         | Stray Kids               | Перемога                 | [ 181 ] [ 182 ]          |